# كلايتون ستيفنسون
كلايتون ستيفنسون (بالإنجليزية: Clayton Stevenson)‏ هو دراج أسترالي، ولد في 29 ديسمبر 1967 في سيدني في أستراليا.

## وصلات خارجية
- كلايتون ستيفنسون على موقع أرشيف الدراجات (الإنجليزية)
- كلايتون ستيفنسون على موقع إحصائيات الدراجات الإحترافية (الإنجليزية)
- كلايتون ستيفنسون على موقع اللجنة الأولمبية الدولية (الإنجليزية)
- كلايتون ستيفنسون على موقع أوليمبيديا (الإنجليزية)
- كلايتون ستيفنسون على موقع اللجنة الأولمبية الأسترالية (الإنجليزية)